# 布麗奇特·謝爾頓·巴德
布麗奇特·謝爾頓·巴德 （1965年10月8日—） ，美國律師，法學家，聯邦法官。2019年出任美国联邦第九巡回上诉法院法官。